# Two Guys and a Girl
Two Guys and a Girl, cujo nome original era Two Guys, a Girl and a Pizza Place (no Brasil, Três é Demais), é um sitcom criado por Kenny Schwartz e Danny Jacobson. Foi exibido pela rede ABC, com 4 temporadas produzidas entre 1998 e 2000.
A série era estrelada por Ryan Reynolds como Michael Leslie Bergen, e Richard Ruccolo como Peter Dunville. A garota citada no título era interpretada por Traylor Howard, que dava vida a Sharon Carter. Nas primeiras duas temporadas, a série se concentrou nas histórias relacionadas a "Berg", que trabalhava na pizzaria Beacon St. Pizza, com seu amigo "Pete". Ambos estudaram na Tufts University, assim como a antiga colega Sharon.
O formato inicial do seriado foi mudado consideravelmente ao longo das temporadas. 

## Primeira temporada
Na 1ª temporada, Jennifer Westfeldt interpretou Melissa, a namorada de Pete, e David Ogden Stiers interpretou o Sr. Bauer, um idoso "louco", que freqüentava a pizzaria e que usava experiência de filmes como se fossem dele mesmo. 

## Segunda temporada
A 2ª temporada abandonou esses dois personagens e focou no relacionamente entre os três protagonistas, que passaram a viver no mesmo apartamento. Nessa temporada, Berg decidiu fazer faculdade de Medicina, enquanto Pete deixava a faculdade de Arquitetura, para tentar a vida como bombeiro. A 2ª temporada também introduziu Johnny (Nathan Fillion), e Ashley (Suzanne Cryer), colega de Berg na faculdade, com o qual competia pelas melhores notas da turma.

## Terceira temporada
Na 3ª temporada, a pizzaria foi completamente abandonada, e Berg se tornou residente de um hospital. Pete conseguiu se tornar um bombeiro, e Sharon se casou com Johnny, além de ter se tornado síndica do prédio onde eles viviam. Berg passou a namorar Irene (Jillian Bach), a vizinha insana, e Pete começou a namorar uma bela moça chamada Marti (Tiffani Thiessen).
A ABC mudou o horário da série para as sextas-feiras, dia de baixas audiência, causando uma queda nos índices de audiência da série. Depois, a série seria movida para as quartas-feiras, numa tentativa de reviver o show, mas já era tarde demais, e a série foi cancelada.

## Quarta temporada
A 4ª temporada, terminou com o episódio interativo The Internet Show, um episódio longo de uma hora no qual o público podia votar no destino dos personagens.

## Transmissão
Nos Estados Unidos, a série Two Guys and a Girl também foi exibida no canal WE, direcionado ao público feminino. Na Grã-Bretanha e na Irlanda, o seriado foi exibido regularmente pelo canal Trouble e mais tarde pelo LivingTV. Na Austrália, o canal 7, exibiu a série originalmente, enquanto o canal 10, comprou a série após a exibição de todos os episódios inéditos e passou a reprisá-la, a série também foi exibida no Comedy Channel, nas manhãs das quartas-feiras.

## Elenco
- Ryan Reynolds como Michael Leslie Bergen
- Richard Ruccolo como Peter Dunville
- Traylor Howard como Sharon Carter-Donnelly
- Jennifer Westfeldt como Melissa
- David Ogden Stiers como "Sr.Bauer"
- Nathan Fillion como Johnny Donnelly
- Suzanne Cryer como Ashley
- Jillian Bach como Irene
- Tiffani Thiessen como Marti

## Curiosidades
- Antes de ser adquirida pela ABC, a série foi oferecida para os executivos da FOX estadunidense, que a rejeitaram.
- O fictício Beacon Street Pizza foi inspirado numa pizzaria real chamada Theo's Pizza em Somerville, Massachusetts.